# 瓦尔丁
瓦尔丁是奥地利上奥地利州乌尔法尔城郊县的一个市镇。总面积15平方公里，总人口3901人，人口密度260.1人/平方公里（2005年）。